# Ilka Brunner
Ilka Brunner (* 25. Januar 1971 in Pittsburgh, Vereinigte Staaten) ist eine deutsch-amerikanische Physikerin und Hochschullehrerin.

## Ausbildung
Brunner studierte Physik an der Rheinischen Friedrich-Wilhelms-Universität Bonn. 1995 schloss sie ihr Studium mit dem Master ab.
Brunner promovierte 1998 an der Humboldt-Universität zu Berlin mit einer Arbeit zum Thema On the Interplay between String Theory and Field Theory (deutsch: Zum Zusammenspiel von Stringtheorie und Feldtheorie). Betreuer der Arbeit war Dieter Lüst.

## Beruf
Nach ihrer Promotion ging Brunner als Postdoc an das Institut für Theoretische Physik der ETH Zürich, wo sie am Projekt Analyse D-branes in curved backgrounds teilnahm.
Brunner ist Professorin für Mathematische Physik – Stringtheorie am Arnold Sommerfeld Center und am Lehrstuhl für Theoretische Physik – Mathematische Physik an der Ludwig-Maximilians-Universität München. Sie ist Mitglied des Exzellenzclusters Origins.

## Forschungsinteressen, Engagement
Brunner forscht über Stringtheorie, D-Branes und deren Bezug zur Feldtheorie, zur Dunklen Materie, zur Dunklen Energie und zu Ursprung und Struktur des Universums. Außerdem beschäftigt sie sich mit der Topologischen Quantenfeldtheorie (TQFT) und deren Erweiterungen.
Brunner war Antragstellerin, Leiterin und beteiligte Wissenschaftlerin an den folgenden, von der Deutschen Forschungsgemeinschaft (DFG) geförderten, Projekten:
- 2018–2023: Von Symmetrien zu Geometrie und darüber hinaus: ein moderner Zugang zu Streuamplituden
- seit 2017: Defekte und nicht perturbative Operatoren in superkonformen Theorien
- seit 2019: EXC 2094: ORIGINS: Vom Ursprung des Universums bis zu den ersten Bausteinen des Lebens
- 2006–2018: EXC 153: Ursprung und Struktur des Universums
- 2006–2018: Ursprung Dunkler Energie und Dunkler Materie in der Stringtheorie[5]

2019 war Brunner Mitglied des wissenschaftlichen Berater-Komitees der Young Researchers Integrability School and Workshop (YRISW) in Wien.

## Preise und Anerkennung
1999 erhielt Brunner für ihre Arbeiten den Lise-Meitner-Preis der Humboldt-Universität.

## Veröffentlichungen (Auswahl)
- Ilka Brunner, Nils Carqueville, Pantelis Fragkos, Daniel Roggenkamp: Truncated affine Rozansky–Witten models as extended defect TQFTs, 2023, arXiv:2307.06284v1 online
- Ilka Brunner, Ioannis Lavdas, Ingmar Saberi: Holomorphic boundary conditions for topological field theories via branes in twisted supergravity, 2021
- Ilka Brunner, Lukas Krumpeck, Daniel Roggenkamp: Defects and phase transitions to geometric phases of abelian GLSMs, 2021, arXiv:2109.04124v1 online
- Ilka Brunner, Fabian Klos, Daniel Roggenkamp: Phase transitions in GLSMs and defects, 2021, ArXiv ePrint: 2101.12315 online
- I. Brunner, I. Mayer, C. Schmidt-Colinet Topological defects and SUSY RG flow, 2021, ArXiv ePrint: 2007.02353, JHEP03(2021)098 online
- Ilka Brunner Jonathan Schulz Alexander Tabler: Boundaries and supercurrent multiplets in 3D Landau-Ginzburg models, 2019, ArXiv ePrint: 1904.07258, JHEP06(2019)046 online
- Ilka Brunner, Cornelius Schmidt-Colinet: Reflection and transmission of conformal perturbation defects, 2015, Journal of Physics A Mathematical and Theoretical, doi:10.1088/1751-8113/49/19/195401 online
- Ilka Brunner, Nils Carqueville, Daniel Plencner: A quick guide to defect orbifolds, 2014, doi:10.1090/pspum/088/01456, Kapitel im Buch String-Math 2013 (S. 231–241)
- Ilka Brunner, Nils Carqueville, Daniel Plencner: Discrete Torsion Defects, 2014, Communications in Mathematical Physics 337(1), doi:10.1007/s00220-015-2297-9
- I. Brunner, Manfred Herbst: Orientifolds of N = 2 gauged linear sigma models, 2010, Fortschritte der Physik 58(7–9):855–858, doi:10.1002/prop.201000051
- I. Brunner: Matrix factorizations and D‐branes on K3, 2007, Fortschritte der Physik 55(5–7):567–572, doi:10.1002/prop.200610386
- Ilka Brunner: On Orientifolds of WZW Models and their Relation to Geometry, 2001, Journal of High Energy Physics 2002(01), doi:10.1088/1126-6708/2002/01/007
- Ilka Brunner, Volker Schomerus: On Superpotentials for D-Branes in Gepner Models, 2000, Journal of High Energy Physics online
- Ilka Brunner, Rami Entin, Christian Romelsberger: D-branes on T-4/Z(2) and T-duality, 1999, Journal of High Energy Physics
- Ilka Brunner, Andreas Karch: Branes at Orbifolds versus Hanany Witten in Six Dimensions, 1997, Journal of High Energy Physics 9803(03), doi:10.1088/1126-6708/1998/03/003 online
- Ilka Brunner Andreas Karch: Branes and six dimensional fixed points, 1997, Physics Letters B 409(1-4):109-116, doi:10.1016/S0370-2693(97)00935-0
- I. Brunner, R. Schimmrigk: F-theory on Calabi-Yau fourfolds, 1996, Physics Letters B B387(4):750-758, doi:10.1016/0370-2693(96)01100-8